# Stephen O'Donnell
Stephen O'Donnell, né le 15 janvier 1986 à Galway, est un footballeur irlandais évoluant au poste de milieu de terrain. Il joue depuis 2013 au Dundalk FC. Il remporte à quatre reprises le championnat d'Irlande avec trois clubs différents : le Bohemian FC, les Shamrock Rovers et le Dundalk FC.

## Biographie
Stephen O'Donnell participe à la Ligue des champions et à la Ligue Europa.

## Éléments statistiques

### Comme joueur
| Saison                | Club                  | Championnat             | Championnat | Championnat | Coupe(s) nationale(s) | Coupe(s) nationale(s) | Compétition(s) continentale(s) | Compétition(s) continentale(s) | Compétition(s) continentale(s) | Total | Total |
| Saison                | Club                  | Division                | M.          | B.          | M.                    | B.                    | Comp.                          | M.                             | B.                             | M.    | B.    |
| 2002-2003             | Arsenal FC            | Premier League          | -           | -           | -                     | -                     | -                              | -                              | -                              | 0     | 0     |
| 2003-2004             | Arsenal FC            | Premier League          | -           | -           | -                     | -                     | -                              | -                              | -                              | 0     | 0     |
| 2004-2005             | Arsenal FC            | Premier League          | -           | -           | -                     | -                     | -                              | -                              | -                              | 0     | 0     |
| 2005-2006             | Falkirk FC            | Scottish Premier League | 24          | 1           | 1                     | 0                     | -                              | -                              | -                              | 25    | 1     |
| 2006-2007             | Falkirk FC            | Scottish Premier League | 22          | 2           | 4                     | 0                     | -                              | -                              | -                              | 26    | 2     |
| 2007                  | Bohemian FC           | Premier Division        | 12          | 4           | 2                     | 0                     | -                              | -                              | -                              | 14    | 4     |
| 2008                  | Bohemian FC           | Premier Division        | 26          | 0           | 5                     | 0                     | -                              | 4                              | 1                              | 35    | 1     |
| 2009                  | Cork City FC          | Premier Division        | 20          | 0           | 2                     | 0                     | -                              | -                              | -                              | 22    | 0     |
| 2010                  | Galway United         | Premier Division        | 27          | 8           | 4                     | 0                     | -                              | -                              | -                              | 31    | 8     |
| 2011                  | Shamrock Rovers       | Premier Division        | 12          | 2           | 5                     | 0                     | -                              | 9                              | 1                              | 26    | 3     |
| 2012                  | Shamrock Rovers       | Premier Division        | 4           | 0           | 3                     | 1                     | -                              | 1                              | 0                              | 8     | 1     |
| 2013                  | Dundalk FC            | Premier Division        | 22          | 3           | 3                     | 1                     | -                              | -                              | -                              | 25    | 4     |
| 2014                  | Dundalk FC            | Premier Division        | 12          | 2           | 4                     | 1                     | -                              | -                              | -                              | 16    | 3     |
| 2015                  | Dundalk FC            | Premier Division        | 24          | 2           | 3                     | 0                     | -                              | 2                              | 0                              | 29    | 2     |
| 2016                  | Dundalk FC            | Premier Division        | 23          | 1           | 3                     | 0                     | -                              | 9                              | 0                              | 35    | 1     |
| 2017                  | Dundalk FC            | Premier Division        | 20          | 1           | 9                     | 1                     | -                              | 1                              | 0                              | 30    | 2     |
| 2018                  | Dundalk FC            | Premier Division        | 10          | 1           | 1                     | 0                     | -                              | -                              | -                              | 11    | 1     |
| Total sur la carrière | Total sur la carrière | Total sur la carrière   | 258         | 27          | 49                    | 4                     | -                              | 26                             | 2                              | 333   | 33    |

## Palmarès
- Championnat d'Irlande
  - Vainqueur en 2008 avec les Bohemians
  - Vainqueur en 2011 avec les Shamrock Rovers
  - Vainqueur en 2014, 2015, 2016 et 2018 avec le Dundalk FC

- Coupe d'Irlande
  - Vainqueur en 2008 avec les Bohemians
  - Vainqueur en 2015 avec le Dundalk FC

- Coupe de la Ligue d'Irlande
  - Vainqueur en 2014 avec le Dundalk FC

- Setanta Sports Cup
  - Vainqueur en 2011 avec les Shamrock Rovers

- Scottish Championship (deuxième division)
  - Vainqueur en 2005 avec le Falkirk FC

- Coupe du Président
  - Vainqueur en 2015 avec le Dundalk FC
  - Finaliste en 2016 et 2017 avec le Dundalk FC